# Rhagerhis moilensis
Genre
Espèce
Synonymes
- Coluber moilensis Reuss, 1834
- Malpolon moilensis (Reuss, 1834)
- Scutophis moilensis (Reuss, 1834)
- Coelopeltis producta Gervais, 1857
- Coelopeltis cordofanensis Werner 1917
- Rhamphiophis maradiensis Chirio & Ineich, 1991

Rhagerhis moilensis, unique représentant du genre Rhagerhis, est une espèce de serpents de la famille des Lamprophiidae.

## Répartition
Cette espèce se rencontre dans la moitié nord de l'Afrique, à l'exception des pays bordant le Golfe de Guinée et du Tchad, et au Moyen-Orient, à l'exception de la Turquie et du Yémen.

## Étymologie
Son nom d'espèce, composé de moil[ah] et du suffixe latin -ensis, « qui vit dans, qui habite », lui a été donné en référence au lieu de sa découverte, la ville de Moilah, également orthographiée Al Muwaylih en Arabie saoudite, dans la province de Tabuk.

## Publications originales
- Peters, 1862 : Über die von dem so früh in Afrika verstorbenen Freiherrn von Barnim und Dr. Hartmann auf ihrer Reise durch Aegypten, Nubien und dem Sennâr gesammelten Amphibien. Monatsberichte der Königlich preussischen Akademie der Wissenschaften zu Berlin, vol. 1862, p. 271-279 (texte intégral).
- Reuss, 1834 : Zoologische miscellen. Reptilien, Ophidier. Abhandlungen aus dem Gebiete der beschreibenden Naturgeschichte, vol. 1, p. 129-162.